# مارتن جيمس (لاعب كريكت)
مارتن جيمس (26 أكتوبر 1963 في المملكة المتحدة - ) (بالإنجليزية: Martin James)‏ هو لاعب كريكت بريطاني. لعب مع Hertfordshire County Cricket Club ‏.

## وصلات خارجية
- مارتن جيمس على موقع إي آس بي آن كريك إنفو (الإنجليزية)